# 莱比锡号小巡洋舰
莱比锡号是德意志帝国所建造的七艘不来梅级小巡洋舰的六号舰，以德国城市莱比锡命名。它由不来梅的威悉船厂承建，于1904年开始龙骨架设、1905年3月下水、至1906年4月投入舰队使用。其主舰炮包括有十门105毫米40倍径速射炮和两具450毫米鱼雷发射管，最高速度可达22节。
莱比锡号的职业生涯主要是在东亚基地度过；当第一次世界大战于1914年8月爆发时，它正在墨西哥沿岸巡航。重返东亚分舰队后，它前往南美海域参加科罗内尔海战，随分舰队在那里战胜并击沉了两艘英国装甲巡洋舰。一个月后，它又参与了福克兰群岛海战，这一次则是东亚分舰队遭摧毁。莱比锡号在受到英国巡洋舰格拉斯哥号和肯特号的追击后沉没；其大部分船员在战斗中罹难，仅18人生还。

## 建造
莱比锡号是根据合同代号“N”作为新增编入舰队的单位订购，并于1904年在不来梅的威悉船厂开始架设龙骨。它于1905年3月21日下水，之后展开舾装工作。1906年4月20日，舰只正式投入活动战列舰队（Aktive Schlachtflotte，即公海舰队前身）使用。
莱比锡号的全长为111.10（364英尺6英寸），有13.3（43英尺8英寸）的舷宽和5.61（18英尺5英寸）的前吃水。在满载情况下，舰只的排水量可达3,816公噸（3,756長噸）。其推进系统由两台三胀式蒸汽机组成，它们的额定功率为11,116匹軸馬力（8,289千瓦特），最高速度达22節（41每小時）。发动机由十台燃煤船用式水管锅炉提供动力。莱比锡号可携带860公噸（850長噸）煤，故此得以12節（22每小時）的速度续航4,690海里（8,690）。舰只的标准船员编制则为14名军官及274－287名水兵。
莱比锡号的武器由十门单装105毫米40倍径速射炮组成。其中两门并排布置在艏艛前方，六门设于舰舯、每边各三门，以及两门并排布置在舰艉。这些炮支的射程为12,200（13,300碼）。它们共提供1500发弹药，其中每炮150发。舰只还配备有两具450（17.7英寸）的鱼雷管及五枚鱼雷，均浸没舷侧的船体内。此外，它还可满足携带50枚水雷的需求。舰只受到厚达80（3.1英寸）的装甲甲板保护，司令塔的侧面有100（3.9英寸）厚、炮支的炮挡厚度也有50（2.0英寸）。

## 服役历史
在进行海上试航期间，海军中校弗朗茨·冯·希佩尔从4月至9月担任莱比锡号的首任舰长。然后舰只于8月19日被派往海外，以接替返国的大巡洋舰汉萨号被部署至东亚分舰队，与大巡洋舰沙恩霍斯特号、格奈森瑙号以及小巡洋舰埃姆登号和纽伦堡号共同服役。莱比锡号于9月8日从威廉港出发，并于11月19日进入东亚分舰队的驻守区域。在对荷属东印度的一些港口进行访问后，舰只于1907年1月6日抵达主基地香港。从1月25日至3月10日，莱比锡号还在青岛担任巡逻舰。1907年6月，新任分舰队司令、海军少将卡尔·冯·克尔帕登上莱比锡号，在炮艇虎号的陪同下穿行长江上游，以了解德国在当地的商业利益。1908年春季也有类似的航行，8月份考察了黄海沿岸港口、秋季造访上海并重游长江。11月17日，莱比锡号作为德意志国的代表，参加了在日本神户举行的海上阅兵。
自1909年1月起，正在香港进行维修工作的莱比锡号接到了前往德属萨摩亚的命令，因为当地正在爆发骚乱。舰只于2月26日在马尼拉接上分舰队司令，并于3月19日抵达阿皮亚。在接下来的几天内，小巡洋舰阿科纳号、炮艇美洲豹号以及搭载有100名来自马图皮的警察的辅助舰泰坦尼亚号也陆续抵达。海军将领和德属萨摩亚总督威廉·索尔夫成功地通过谈判与叛乱分子达成和解。4月19日，一名酋长及其部分追随者搭乘美洲豹号被流放至塞班岛。莱比锡号于5月14日至17日奔赴苏瓦。此前一直随舰的分舰队司令从那里开始返程，而莱比锡号则回到阿皮亚，当时阿科纳号和泰坦尼亚号已经离开。它在那里等待神鹫号的到来，至5月22日前往帕果帕果，然后再次返回阿皮亚，最后经行波纳佩岛和马尼拉，于6月29日回到青岛。接下来的7月和8月，莱比锡号跟随新的分舰队旗舰沙恩霍斯特号展开了穿越驻守区域的北部之旅，并于9月前往黄海港口。在圣诞节期间，它在香港与旗舰会合，然后两舰在炮艇猞猁号的护航下，于1910年1月先后到访了驻守区域南部的曼谷、苏门答腊岛、北婆罗洲和马尼拉。从4月18日至5月31日则还联合出访了日本。7月，莱比锡号还深入长江前往汉口，因当地亦爆发骚乱。
1911年初，莱比锡号本应陪同搭乘格奈森瑙号的威廉皇储展开从加尔各答开始的东亚之旅。当它于1月31日抵达当地时，一些沿岸港口发生的瘟疫迫使皇储取消了行程。两艘巡洋舰遂自2月17日起继续前往东亚，在经停新加坡、香港和厦门后，于3月14日抵达青岛。在第二次摩洛哥危機期间，东亚分舰队正停留在海参崴北部的彼得大帝湾，并且仅收到从柏林发来的残缺无线电代码，表明将在印度洋展开一项行动。莱比锡号尽管还不清楚情况，而通过俄国人向海参崴发送的电报又受到明显干扰，它还是于8月15日至17日在当地收到了柏林方面的足够信息，明确了情况。分舰队遂再度南下，前往黄海港口，并于9月15日抵达青岛。

德国东亚分舰队的航程：橙色路径为莱比锡号

在中国于1911年10月爆发辛亥革命后，莱比锡号再次被派往长江中游的汉口，以支援驻扎在当地的炮艇祖国号和虎号。由于外国人的局势非常紧张，妇女和儿童被优先搭载疏散至上海。分舰队司令、海军少将君特·冯·克罗西克搭乘鸡貂号与之会合，而鱼雷艇S90号也被用于支援。随着11月份的长江水位下降，继当地的日本将领率先采取了行动离开后，克罗西克也随之搭乘莱比锡号返回上海。莱比锡号此后又多次往返于青岛和动乱地之间，直至1912年8月当地恢复正常出入。同年，它参与了日本明治天皇的丧礼，又在次年7月至8月见证了中国二次革命在南京地区的激烈战斗。9月至10月，已在东亚服役六年的莱比锡号于青岛进行大修。在1914年初到访了驻守区域南部之后，莱比锡号于1914年5月接到调令前往墨西哥西岸，以接替小巡洋舰纽伦堡号，在墨西哥动乱期间负责保护当地的德国公民。在经停檀香山后，舰只于1914年7月7日抵达马萨特兰。
当第一次世界大战爆发后，根据其动员计划，莱比锡号应当与东亚分舰队的其余舰只集结。1914年8月2日，它离开港口，将40名庇护难民交给美国装甲巡洋舰加利福尼亚号。接下来，舰只前往下加利福尼亚半岛西岸偏远的马格达莱纳湾，在那里的英国人也收到了战争爆发的消息。莱比锡号未能搜获英国船只，遂于8月17日抵达旧金山进行补给。然后，受限于美国的中立政策，它仅获得了500吨煤，并因此决定返回墨西哥海岸。一周后，舰只击沉了一艘载糖的英国货轮，然后于9月10日在瓜伊马斯取得了充足的约930吨煤，得以确保继续向南进军。
10月14日，莱比锡号连同随行的三艘煤船，在复活节岛与海军中将馬克西米連·馮·斯比率领的东亚分舰队会合。10月18日，分舰队启程开往南美洲；它们在途中经停了胡安·費爾南德斯群島，并于10月26日接近亞歷山大塞爾扣克島。然后，这些舰只驶至智利的瓦尔帕莱索，它们在那里得到情报，表明英国轻巡洋舰格拉斯哥号正锚泊于科罗内尔。施佩决定前往科罗内尔，以便在格拉斯哥号离港时伏击它。事实上，当时与格拉斯哥号在一起的还有装甲巡洋舰好望号和蒙默思号。

### 科罗内尔海战
在科罗内尔附近巡逻期间，莱比锡号拦停了一艘智利籍三桅帆船并进行搜查，但由于这是一艘中立船舶，并且没有携带违禁品，所以德国人对其放行。至11月1日16:00，莱比锡号在远处发现了一道烟迹，随后于16:17发现第二艘舰，继而于16:25发现第三艘。英国人也在几乎同一时间发现了莱比锡号，两个分舰队遂迅速组成战列线。莱比锡号是德国队形的第三艘舰，位居两艘大巡洋舰之后。在18:07，施佩下达了“从左分配火力”的命令，这表示每艘舰都要与其对应类别的敌舰交战；德国人于18:34率先开火。

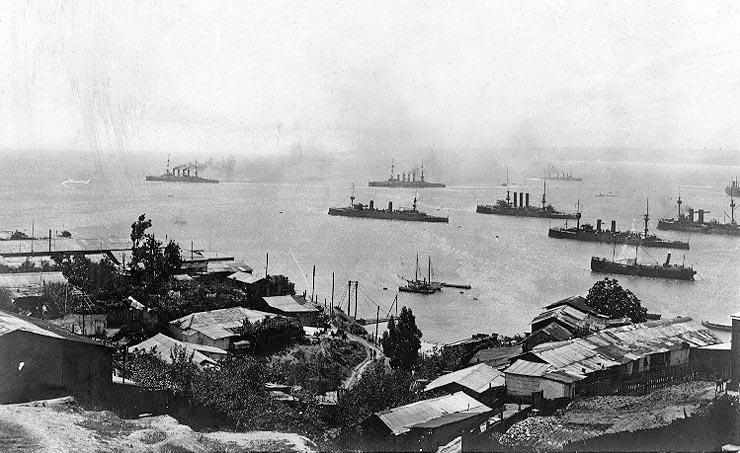
正驶离瓦尔帕莱索的东亚分舰队（后方冒烟者），前景为智利巡洋舰

格奈森瑙号和沙恩霍斯特号很快便摧毁了英国的装甲巡洋舰，而莱比锡号向格拉斯哥号的射击却未获成功。在18:49，格拉斯哥号命中莱比锡号，但炮弹哑火，没有爆炸。随后，莱比锡号和德累斯顿号五次命中格拉斯哥号，直至施佩下令莱比锡号靠近已失效的好望号，并发射鱼雷。然而，一场暴雨遮蔽了好望号，当莱比锡号抵达阵位时，对方已经沉没。由于没有意识到好望号已沉没，莱比锡号的船员并未展开救援行动。至20:00，莱比锡号在渐深的黑暗中遇到德累斯顿号，两艘舰起初都把对方误认为是敌舰，但它们很快便明确了各自的身份。莱比锡号在战斗中基本毫发无损，没有任何船员受伤。
在科罗内尔海战之后，施佩决定返回瓦尔帕莱索以进行补给；而当沙恩霍斯特号、格奈森瑙号和纽伦堡号进入港湾时，莱比锡号和德累斯顿号则在煤船的护航下前往亚历山大塞尔扣克岛。11月6日，东亚分舰队余部加入了它们的行列，巡洋舰得以补充煤炭及其它供应。莱比锡号和德累斯顿号于11月10日被发回瓦尔帕莱索，并于13日抵达。五天后，它们在魯賓遜克魯索島以西约250海里（460）处重新加入分舰队；统一的分舰队随即前往佩纳斯湾，至11月21日抵达。在那里，它们完成加煤，并做好了在合恩角附近进行长途航行的准备。英国人对于他们在科罗内尔的失败感到震惊，同时也派出更具威力的战列巡洋舰无敌号和不屈号，在海军中将多夫顿·斯特迪的率领下，力求对施佩的舰只进行追猎及摧毁。它们于11月11日离开英国，12月7日抵达福克兰群岛，途中还先后加入了装甲巡洋舰卡那封号、肯特号和康沃尔号以及轻巡洋舰布里斯托尔号和受虐的格拉斯哥号作为增援。

### 福克兰群岛海战
11月26日，东亚分舰队离开佩纳斯湾，开往合恩角和大西洋，并于12月2日抵达海岬。离开合恩角时，莱比锡号带上加拿大帆船德鲁穆尔号（Drummuir）作为战利舰；该船装载的2,750公噸（2,710長噸）煤炭，将要在抵达皮克顿岛时转运至煤船巴登号和圣伊莎贝尔号。在12月6日夜间，施佩与各舰指挥官举行了一次会议，对他提出的袭击福克兰群岛的计划展开讨论。莱比锡号的舰长、海军中校约翰内斯·豪恩，以及格奈森瑙号和德累斯顿号的舰长都反对这一计划，并倾向于绕过福克兰群岛至拉普拉塔实行通商破坏。尽管如此，施佩仍然决定在12月8日清晨对福克兰群岛发动袭击。
德国人于12月8日清晨来到福克兰群岛首府斯坦利港附近；英国人很快便发现了它们，并全速驶出以迎接对方。施佩起初认为海面上的烟云是英国人燃烧煤仓而形成，目的是防止被德国人占领。当意识到他面对的是强大的英国分舰队后，施佩中止了攻击并转向逃离。英国人的追赶行动很快便冲出了港湾。至12:55，战列巡洋舰已经赶上了正在撤退的德国人，并开始向德国阵型的最后一艘舰——莱比锡号开火，但未能命中。施佩下令小巡洋舰脱离并逃散，而沙恩霍斯特号和格奈森瑙号则向它们的追击者开火，希望以此举掩护小巡洋舰逃离。作为回应，斯特迪派他的巡洋舰去追寻纽伦堡号、德累斯顿号和莱比锡号。
格拉斯哥号负责追赶莱比锡号，并迅速赶上，于14:40开火。在大约20分钟的交火后，莱比锡号被击中；它转向左舷以扩大视界，然后转向右舷以使整个舷侧都行动起来。在随后的行动中，两艘舰都被击中数次，迫使格拉斯哥号偏离航线并落在更强大的装甲巡洋舰之后。莱比锡号随即遭到了康沃尔号和肯特号的重创并起火燃烧，但它仍然维持行动，并继续战斗。在交战的过程中，莱比锡号十八次命中康沃尔号，导致对方显著左倾。它还向英舰发射了三枚鱼雷，但没有取得任何命中。在19:20，豪恩下令凿沉莱比锡号；英国人遂接近并短距离向莱比锡号开火，造成大量船员死亡。英国人还摧毁了一艘满载幸存者的独桅纵帆船，将他们全部杀害。莱比锡号最终于21:05倾覆，并伴随着舰长豪恩一同沉没。仅有18名船员从冰冷的海水中被救出。